# Affluenza
Affluenza (zbitka angielskich słów affluence - dostatek oraz influenza - grypa) – termin używany głównie przez krytyków konsumpcjonizmu i kapitalizmu. Oznacza on "zaraźliwy" i przenoszony ze społeczeństwa na inne społeczeństwo (często o odmiennych kulturach) stan przesytu, marnotrawstwa, zadłużenia i niepokojów społecznych, wywołanych obsesyjnym pragnieniem posiadania coraz większej ilości dóbr materialnych, chęci dorównania sąsiadom i pogoni za "amerykańskim snem".
Badacze (m.in. brytyjski psycholog Olivier James) wskazują na powiązanie między globalnym rozprzestrzenianiem się zjawiska affluenzy a nieustannie powiększającą się nierównością społeczną, co wiąże się ze wzrostem poziomu niezadowolenia z życia wśród niższych warstw społecznych.
Terminem affluenza określa się również "nałogowe" uzależnienie społeczeństw lub ekonomistów od wzrostu gospodarczego i rozpatrywanie szczęścia i dobrobytu społeczeństw jedynie poprzez gromadzenie coraz większej ilości dóbr materialnych.